# Hochstift Paderborn (Region)

Lage in Deutschland

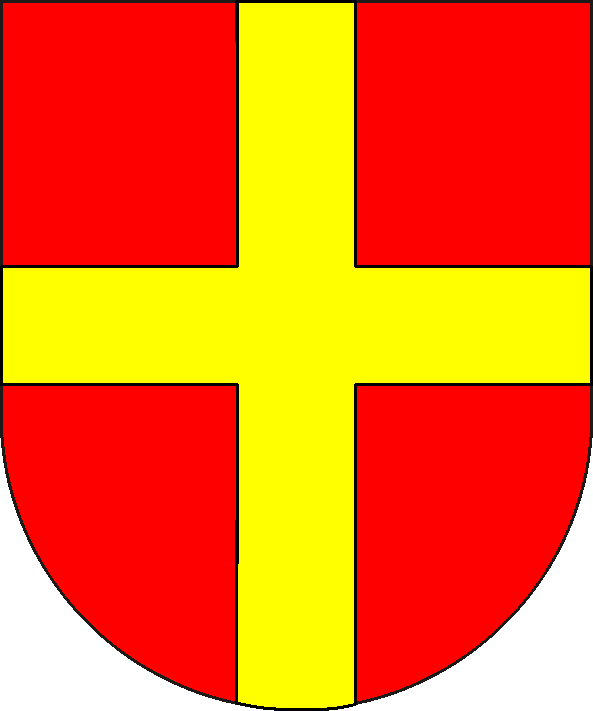
Fürstbischof Franz Egon änderte die ursprünglichen Farben des Wappens des Hochstifts Paderborn 1789 von silber-rot in rot-gold. Es gilt heute als Wappen der Region Hochstift Paderborn.

Das Hochstift Paderborn, oft auch nur Hochstift, gelegentlich auch Südostwestfalen genannt, ist eine etwa 440.000 Einwohner umfassende Region im Osten des deutschen Bundeslandes Nordrhein-Westfalen. Sie umfasst die Kreise Paderborn und Höxter. Es trägt seinen Namen von dem historischen Fürstbistum, dem Hochstift Paderborn.

## Gebiet und Prägung
Prägende Gemeinsamkeiten bestehen hinsichtlich der Geschichte des überwiegend katholischen Bekenntnisses der Bevölkerung und der Ausrichtung auf das wissenschaftliche, wirtschaftliche, kulturelle und religiöse Oberzentrum Paderborn. Eine Sonderstellung nehmen die am östlichen Rand gelegenen (vorwiegend evangelischen) Ortsteile der Stadt Höxter (nämlich die Altstadt und Lüchtringen) ein, die historisch-kulturell nie Teil des Hochstifts im engeren Sinn waren und erst durch die regionale Neuordnung dazugerechnet wurden. Auch bei nachlassender konfessioneller Bindung (beispielsweise ist in der Stadt Paderborn nur noch die Hälfte der Bevölkerung katholisch) bleibt das Zusammengehörigkeitsgefühl im Hochstift vorhanden. Die Region Hochstift Paderborn wird bisweilen auch mit dem Paderborner Land gleichgesetzt. Das Paderborner Land bezeichnet aber vor allem den Altkreis Paderborn, wobei das Bürener Land bisweilen auch als Teil des Paderborner Landes touristisch vermarktet wird.

## Geschichte
Zur Zeit des Heiligen Römischen Reiches gehörte das Gebiet zu den geistlichen Territorien Hochstift Paderborn größerenteils und Reichsabtei Corvey kleinerenteils. Erstmals 1803 und – nach kurzer Zugehörigkeit zum Königreich Westphalen 1807 bis 1813 – endgültig 1815 fiel es an Preußen und wurde innerhalb der Provinz Westfalen zum Regierungsbezirk Minden geschlagen. Der Umstand, dass sowohl die meisten anderen Teile des Bezirks als auch der preußische Staat insgesamt evangelisch dominiert waren, schärfte das Eigenbewusstsein des erst seit der Gegenreformation durch die Jesuiten rein katholisch gewordenen Raumes. Dieses erfuhr noch eine gewisse Verstärkung, als Paderborn 1930 Erzbischofssitz wurde. Die Altstadt Höxter hingegen war in der Abtei und im späteren Fürstbistum Corvey ein politisch und konfessionell autonomes Gebiet mit eigener Rechtsprechung, Verwaltung und protestantischem Bekenntnis geblieben. Der Stadtrat hatte jegliche jesuitische Betätigung über Jahrhunderte unterbunden.
Paderborn wuchs in der zweiten Hälfte des 20. Jahrhunderts zur Großstadt heran, sein Einzugsbereich als Universitätsstadt und Oberzentrum reicht heute weit über die Hochstiftgrenzen in den Kreis Soest und das Hochsauerland sowie in das hessische Waldecker Land und in den niedersächsischen Landkreis Holzminden hinein.
Als in den 1960er-Jahren in Nordrhein-Westfalen die Gebietsreform in Angriff genommen wurde, gab es Überlegungen, das Land ähnlich wie Baden-Württemberg in politisch wirksame Regionen einzuteilen. Das südöstliche Westfalen, das aus den genannten Gründen als einheitlicher Raum angesehen wurde, sollte in einer Region Hochstift zusammengefasst werden. Diese Pläne wurden jedoch schließlich – auch aufgrund des Widerstandes der Einwohner der Altstadt Höxter, die den Verlust ihrer historischen Identität und eine katholische Dominanz in einem geplanten Großkreis Paderborn-Hochstift befürchteten – nicht umgesetzt.

## Heutiges Regionalbewusstsein
In den letzten Jahren nimmt das Regionalbewusstsein verstärkt Bezug auf den historischen Begriff des Hochstifts. Das ehemalige Gebiet der Abtei Corvey um Höxter konnte dabei aufgrund ähnlicher Prägung problemlos miteinbezogen werden. Beispiele für die Verwendung des Namens sind:
- Hochstift-Tarif des Nahverkehrsverbundes Paderborn-Höxter
- Radio Hochstift
- BahnBus Hochstift
- Bezirk Hochstift Paderborn der DLRG
- Volkslaufserie Hochstift-Cup[2]
- Regionalforstamt Hochstift seit 2007[3]
- Hochstift Liga[4]

## Wappen
Für die Region Hochstift gibt es kein allgemein anerkanntes Wappen. Historisch war die Farbgebung meist rotes Kreuz auf silbernem Grund, seltener rot auf goldenem Grund. Die Variante goldenes Kreuz auf rotem Grund wird heute meist gebraucht.

Wappen des Hochstifts Paderborn, wie es überwiegend gebraucht wurde
Das Wappen von Pyrmont wurde seit dem Anspruch Paderborns auf dieses Gebiet abwechselnd mit dem paderbornischen Kreuz im Wappenschild geführt
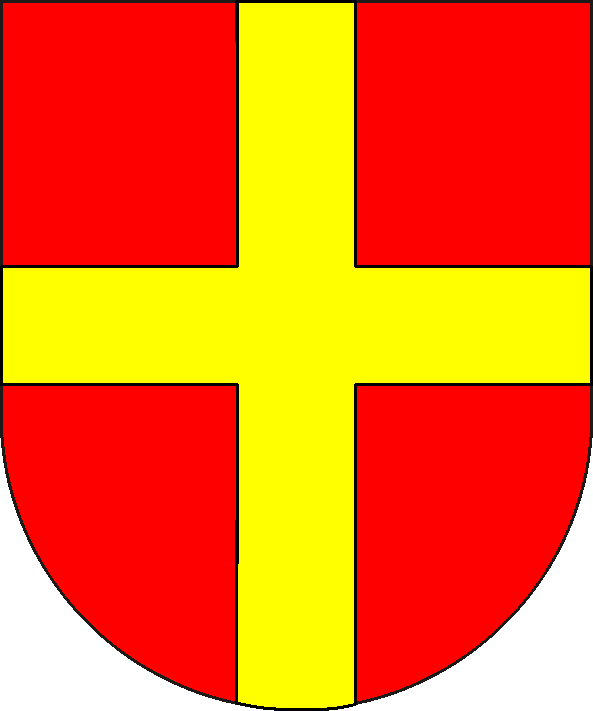
Fürstbischof Franz Egon änderte die Farben des Stiftswappens in rot-gold, Farben seiner Familie von Fürstenberg; gilt heute als Wappen der Region Hochstift
Heutiges Wappen des Kreises Paderborn, das Hochstiftkreuz wird in der historisch häufigsten Form dargestellt
Heutiges Wappen des Kreises Höxter, das Hochstiftkreuz in anderer Variation

Das zunehmend wahrgenommene gemeinsame historische Erbe drückte sich etwa auch in der EXPO-2000-Initiative „Klosterregion Hochstift Paderborn/Corvey“ aus.